# Přechylování příjmení

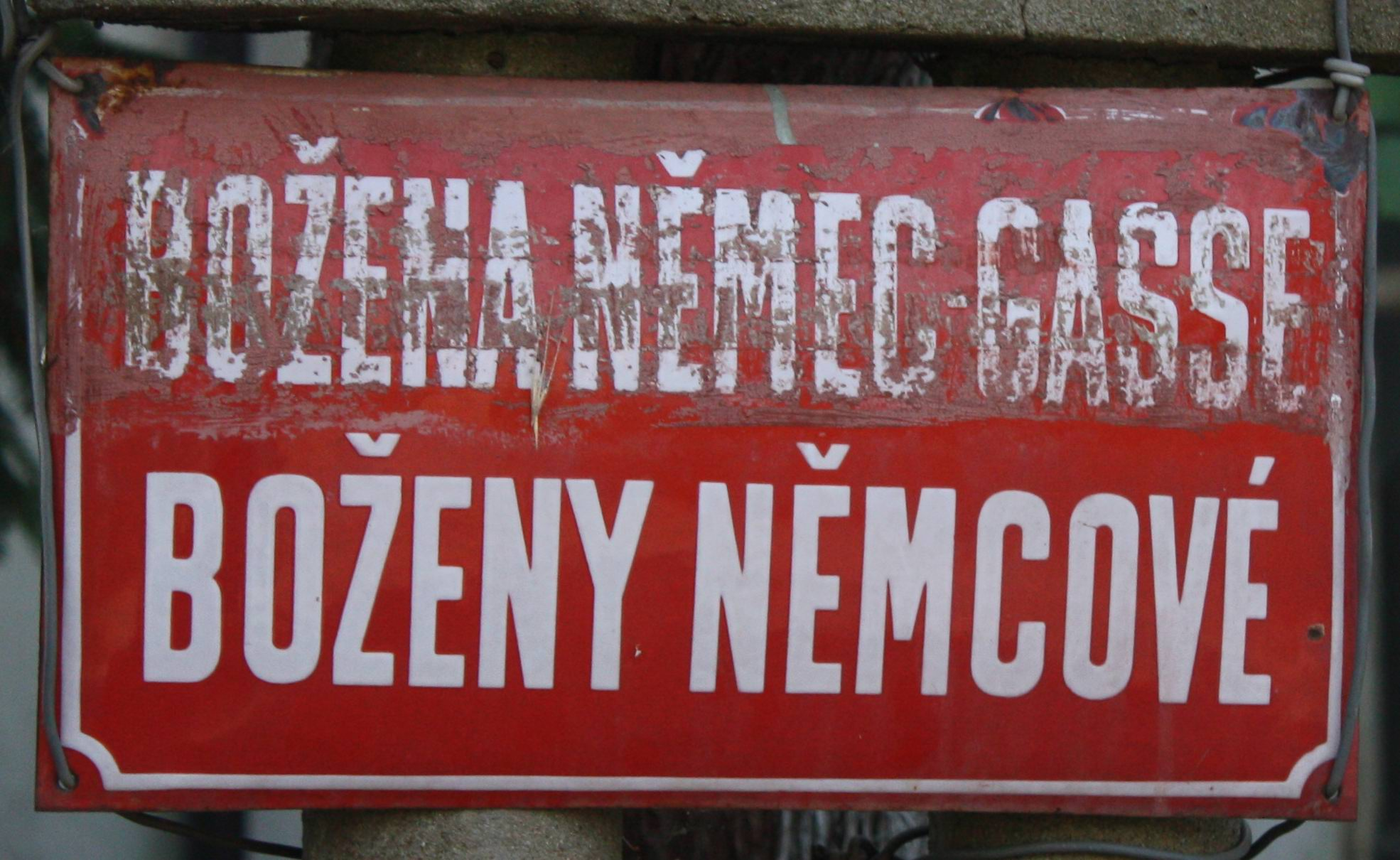
Protektorátní dvojjazyčný název ulice Boženy Němcové v Řevnicích

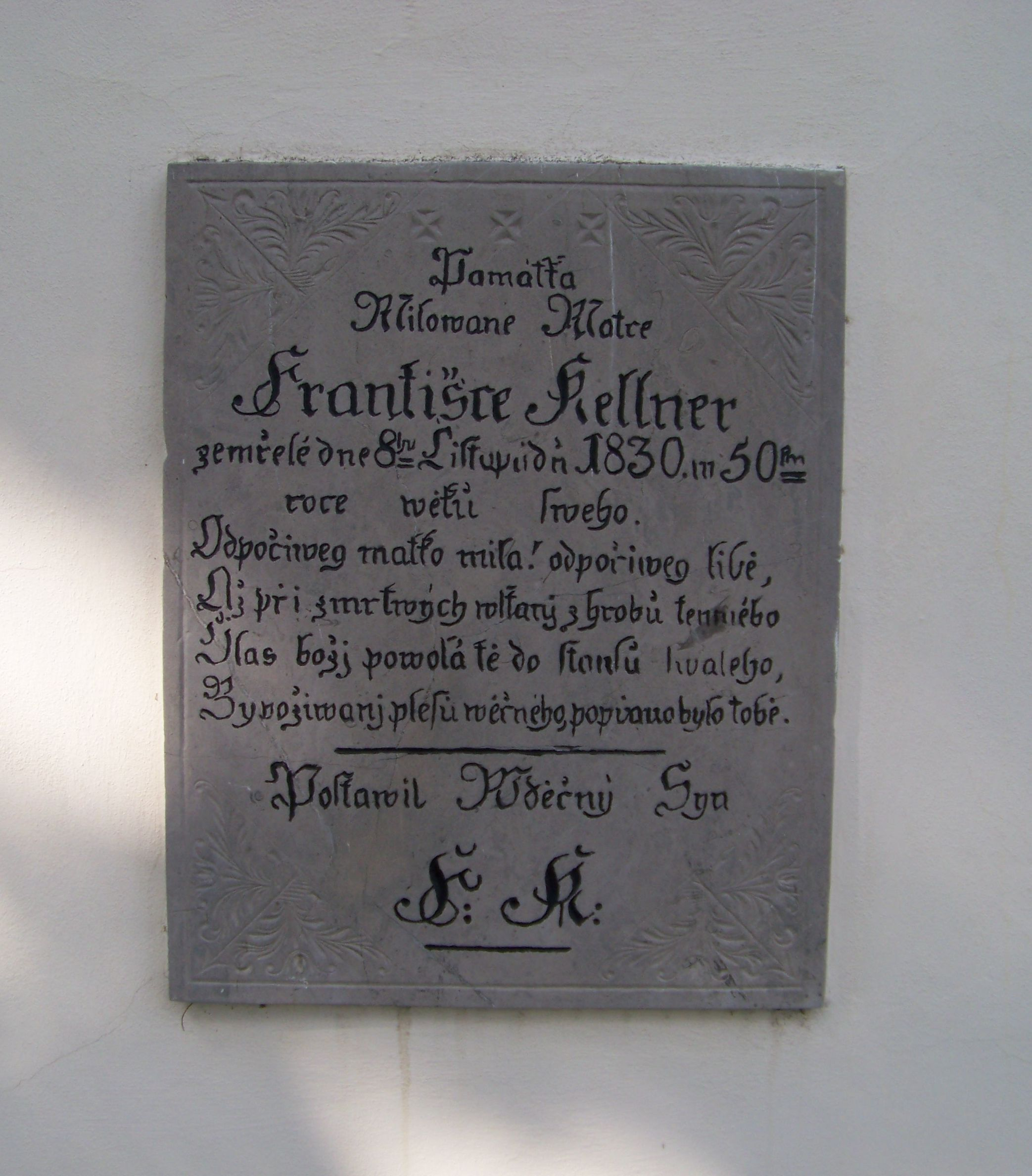
Česky psaná náhrobní deska Františce Kellner z roku 1830 na hřbitově u svatého Havla na Zbraslavi

Přechylování příjmení spočívá v tvorbě příjmení opačného pohlaví, převážně však u žen, a to úpravou výchozího tvaru příjmení, většinou příjmení osoby mužského pohlaví. 
Důvodem bývá vyjádření rodinného stavu nositele/nositelky příjmení, aby byl uveden do souladu s vyjádřením jeho gramatického rodu. Podobně přechylujeme i osobní jména (Jan - Jana) a podstatná jména označující osoby, např. profese (doktor - doktorka). U příjmení se ale postupuje odlišně. Přechylování umožňuje jejich skloňování v souladu s pravidlem shody podmětu a přísudku a tím vyjádření vztahů ve větě (například, co je ve větě podmětem a co předmětem). 
Naopak jen zřídka se přechyluje z ženského tvaru příjmení na mužský, např. v případě, že osoba změní pohlaví na mužské nebo během sňatku přebírá ženich nevěstino příjmení nebo pro syna svobodné matky. Pak se použije mužský tvar, běžně chápaný jako základní, nepřechýlený.
Ženská varianta příjmení bývá tvořena jako feminativ ze základní, mužské varianty, nebo jsou mužská a ženská varianta gramaticky symetrické. V některých  jiných jazycích a kulturách se navíc rozlišovala nebo rozlišují dívčí příjmení (příslušnost k otci, např. polské -ówna) od příjmení manželek (příslušnost k manželovi, např. v polštině -owa). Přechylování příjmení je typické zejména pro flektivní jazyky, v nichž se zpravidla provádí specifickými příponami.
Přechylování se většinou neřídí gramatikou, mnohdy jde pouze o připojení koncovky -ová. Takže např. z příjmení Jakubův není přechýlená forma Jakubova, ale Jakubůvová (nebo se také nepřechyluje), od příjmení Vítr není přechýlená forma Větrová, ale Vítrová, od příjmení Smrt je přechýlená forma Smrtová, nikoliv Smrťová. Nerespektují se ani latinské koncovky, které při skloňování vypadávají, takže např. z příjmení Simonides není přechýlená forma Simonidová, ale Simonidesová, od Herodes je Herodesová, nikoliv Herodová, od Paulus je Paulusová, nikoliv Paulová. U některých přechýlených příjmení končících na -ě se přidává také písmeno „t“ podle vzoru kuře, takže např. z příjmení Kníže jsou tři možné přechýlené podoby, a to Knížová, Knížetová a Knížeová. Neplatí to vždy, např. u příjmení Kotě či Káně, kde jsou pouze varianty Koťová a Káňová. Příjmení končící na -ů se až na výjimky (Jankůová, Petrůová, Pavlůová, Bratrůová) neskloňují, pokud nejde o příjmení cizího původu, např. příjmení Faů je běžně přechylováno jako Faůová, protože je původem z německého slova Pfau. U příjmení končících na -ý se mohou vyskytovat i přechýlené podoby končící na -ýová, zvláště tehdy, pokud přídavné jméno je zastaralé a zní zvláštně či není zřejmé, že jde o přídavné jméno, takže např. od příjmení Šurý existuje přechýlená podoba Šurá i Šurýová. U cizích příjmení z přídavných jmen končících na -i a -y se uplatňují povětšinou stejná pravidla jako u jejich českých verzí. V případě koncovek -o, -ých a -ic rovněž existuje možnost, že si žena nechá příjmení nekončící na -ová. Až na výjimky se nepřechylují příjmení vzniklá z jasných přídavných jmen podle vzoru jarní, jako např. Hořejší, Dolejší, Hoření, Domácí, Ryzí atd. Pokud je pravděpodobné, že nejde o přídavné jméno, příjmení se někdy přechyluje, např. z příjmení Brixí může být kromě hlavního tvaru i přechýlená forma Brixíová. V případě příjmení jako Krejčí nebo Kočí existují i přechýlené formy Krejčová a Kočová (vzácně Kočíová).

## Čeština
| Ženské osoby, jako jsou vdané a nevdané (panny), tak i pravopisem tento rozdíl se naznačuje; panna má ova, vdaná (paní) má ová, prvnější co otcova dcera, druhá samostatná (paní). (Školník 1857) |
| |

Tvary ženských příjmení jsou především z historických a jazykových důvodů vytvářeny nejčastěji přechýlením z mužských příjmení.

### Vývoj a způsoby přechylování
Jak dosvědčují dobové zápisy, bývala jména žen stejně volná jako jména mužů. Žena tedy byla samostatně pojmenovávaná osoba, často nezávislá na jméně mužově, např. podle původu. Příklady: Eliška z Křivé, žena Jana Pšeničky z Račína (1483); M. Š. Plachý koupil dvůr od Mariany Bosákovic, manželky Jakuba Koklštejna (1610).
Postupně se ustálilo několik způsobů zápisu jmen osob ženského pohlaví:
- Křestní jméno ženy a její zaměstnání. (Káča děvečka, Anna kuchařka, Barbora markytánka)
- Křestní jméno ženy a její příbuzenský vztah (Anna matka Probošta, Manda žena Pátka, Ludmila za Bobka, Dorota vdova po Novotným, Anna dcera Hejla). Tento způsob zápisu se užíval také v latinsky vedených matrikách (Ludmilla filia Jakobi Holan, Anna vidua post Vitum Slaby).
- Křestní jméno ženy spojené s přídavným nebo podstatným jménem, utvořeným ze jména nebo z názvu mužova, případně otcova zaměstnání. (Mariána ševcova, Dorota Karáskova, Kateřina mlynářka, Anna Beranka).
- U příjmení tvořených přídavným jménem je příjmení přirozeně rozlišené (Pěkná, Malopolská, Witovská)

Přechylování (mužských) příjmení pomocí různých přípon se prosazovalo postupně a lokálně rozličně.
- Častá byla přípona -ka (Cejnar – Cejnarka, ale také Čech – Češka).[3] Tento způsob přechylování si zachovala všechna česká nářečí.[4] Přípona -ka je v současnosti využívána pro hypokoristika známých žen, např. hereček (Bohdalka, Pilarka), učitelek, sousedek (baba Jeremiáška) aj.
- Nejfrekventovanější byla přípona -ová nebo -ova. Zápisy byly obvykle prováděny bez diakritických znamének a obě přípony nelze proto odlišit. (Svoboda – Svobodová, Svobodova). Doklady tvoření ženských označení příponou -ová od jména muže se dají nalézt v nekrolozích, urbářích či městských knihách rovněž již od 14. století.[5] Označování žen s příponou -ová je doloženo od 15. století a takové označení vyjadřovalo především povolání muže, které s ním zpravidla žena nějakým způsobem sdílela: císařová, rychtářová, hospodářová, sekretářová, zámečníková, dudáková, kostelníková, kantorová, mistrová.[5] Stejné tvary (ciesařová, králová, kupcová, mistrová) se používaly i pro ženy, které samy vykonávaly danou funkci či profesi.[5] Ve východních nářečích se obdobně tvořila i přechýlená jména příbuzenská: dětková bába, svatová, teščová, bratová.[5]
- kombinací koncovek -ová a -ka je koncovka -ovka nebo -ouka (židovka, krejčouka, dědouka, starostovka)[5]
- Další, méně častá, byla přípona -na (Hřivčena), případně -ovna (Přemyslovna, Stuartovna, Slavatovna, Štěchovna)[5] Slova ciesařovna a královna (králevna) znamenala původně dceru císařovu, královu.[5] Stejný tvar má ženské otčestvo (jméno po otci, uváděné mezi křestním jménem a příjmením) v ruštině.
- Zejména na Moravě se používala i přípona -ice (Ocelice) obdobně, jako se dávno označovali lidé např. podle svého vůdce, vladaře (Markvartici) a z toho názvy sídel (Markvartice, Vršovice)
- Přetrvávalo pojmenování související s rodinou otce (Suchých)

Způsob zápisu i užití přípon se různilo podle místa a doby prováděných zápisů i podle zvyku zapisovatele. Pro pojmenování jedné a téže osoby mohlo být použito různých forem zápisu (Kača, Kača Ocelice, Kača, nebožtíka Oceli dcera, Kateřina Ocelových).
V matričních zápisech psaných latinsky se zpravidla užívalo nepřechýleného označení příbuzenského vztahu. Kuriózně dnes působí matriční zápisy psané na konci 18. století německy, kdy ke jménu muže byla přidávána přípona –in (Svoboda – Anna Svobodin).
Existují však matriky v latině, kde byla příjmení přechýlena příponou -iana. Např. matrika narozených slapské farnosti z let 1752–1790, kde zapisovatelé měli určité potíže s přechodem z původního způsobu přechylování pomocí zmíněné přípony -iana na tvary ženských příjmení, které se tehdy v dané lokalitě zřejmě běžně používaly. Na dvou po sobě jdoucích stránkách v této matrice můžeme najít různé varianty přechylování, kde vedle sebe uvidíme starší tvary s příponou -iana (Svobodiana, Zbraslavskiana, Nevarziliana, Malliana), pokus o inovaci -owin (Prawdowin), německou příponu –in (Czamskin) a české přípony -a (Zbraslavska, Malla) a -ova nebo -owa (Pankova, Kralowa).
Kolem přelomu 19. a 20. století se objevovala teorie, že se má ve spisovném jazyce rozlišovat koncovka -ová u žen provdaných a ovdovělých, -ova u svobodných. Vycházela z úzu hovorové češtiny, kde se u neprovdaných žen často používala podoba přivlastňovacího přídavného jména přídavného na -ova. Takový požadavek se objevil například v diskusi v časopise Pokrok roku 1876 a v matičním Brusu jazyka českého z roku 1877 i v dalších dvou vydáních, ke stejnému požadavku se přihlásil i Alois Hlavinka, Povaha česká v řeči, 1916, str. 127. Nepodařilo se však doložit, že by takové rozlišování bylo historické; bylo to odmítnuto Oldřichem Hujerem v referátě v Listech filologických 44, 1917, str. 366.
Příjmení ve tvaru přídavného jména obvykle mají symetricky mužský i ženský tvar (Nový – Nová, Dobrovský – Dobrovská). U přídavných jmen podle vzoru „jarní“ je základní tvar pro mužský i ženský rod shodný (např. Krejčí) a ženská varianta se oproti mužské může jevit jako nesklonná, protože má ve všech pádech jednotného čísla shodný tvar (o panu Krejčím a paní Krejčí). Někdy se proto, obdobně jako u obecného významu slova, i tato jména přechylují příponou -ová (paní Krejčová).
Nesklonná a rodově neutrální jsou zejména příjmení končící na „-ů“ (Janů, Martinů, Krejčů). Podobný charakter mají i příjmení typu Šerých. Stejně rodově neutrální jsou i hovorové formy typu Novákovic či nářečně Novákojc, která však mají v některých jiných slovanských jazycích své spisovné analogie. Obdobný charakter mají i například příjmení typu Vaškůj. Praxe nepřechylování či přechylování se těchto případech řídí tradicemi a podléhá i jistému kolísání či vývoji, vedle paní Krejčů a paní Šerých se tak od stejného mužského základu mohou odvozovat i např. paní Krejčová nebo Šerýchová).
V ostatních případech zpravidla mužská varianta příjmení obvykle mívá gramaticky podobu substantiva, ženská varianta získává podobu zpodstatnělého adjektiva přidáním přípony -ová ke kmeni mužského příjmení. Pokud mužská varianta nemá žádnou koncovku, může se tak ženská varianta jevit jako mužská varianta s přidanou příponou -ová. V případech některých typů mužských příjmení se při odvozování ženské varianty vypouští koncovka (zpravidla koncová samohláska), např. Vrána – Vránová. Někdy v souladu s českými gramatickými principy dochází k hláskové změně v kmeni příjmení, typicky vypuštění samohlásky (Čeněk – Čeňková).
I pokud je mužským příjmením původně obecné slovo ženského rodu (Vrána, Smetana), získává gramaticky rod mužský a ženská varianta se tvoří přechylováním příponou ová (Vrána – Vránová).
Specifickým typem jsou například příjmení tvořená imperativní větnou spřežkou (Osolsobě, Skočdopole, Hrejsemnou,Přinesdom). Zde se praxe přechylování rovněž může lišit: varianta Osolsobová se nepoužívá, zatímco varianta Skočdopolová, Přinesdomová se vyskytuje.

### Přechylování cizojazyčných příjmení
Při převádění ženských příjmení do češtiny z jazyků, které mají vlastní přechylovací prostředky, se zpravidla používá přímo výchozí ženský tvar, zejména pokud daný jazyk používá obdobné způsoby přechylování, srozumitelné i českému mluvčímu. Zejména u jmen ze slovanských jazyků se někdy respektuje původní tvar i skloňování: Věrka Serďučka (2. pád Serďučky), Anna Karenina, ale i Anna Kareninová.
Lužickosrbská ženská příjmení typu Nowakowa se doporučuje v českém textu skloňovat jako podobná česká. Příjmení typu Budarka, Nowcyna se doporučuje skloňovat podle vzoru žena. Přechýlená příjmení neprovdaných žen (Jordanojc, Nowcyc) se doporučuje neskloňovat, jak tomu je i v českých nářečích (Viděl jsem Mařku Novákojc) i u českých příjmení typu Janů, Martinů. Nedoporučuje se příjmení neprovdaných žen mechanicky přechylovat a skloňovat (Kubašec – Kubašecová – Kubašecové), tvořily by se tak tvary, které se v lužické srbštině nevyskytují.
Jinak se příjmení žen z cizích jazyků obvykle v češtině adaptují do ženského tvaru. Pokud zdrojový jazyk používá příjmení nepřechýlená nebo způsob přechýlení nekompatibilní s českou gramatikou, zpravidla se za příjmení či za jeho kmen přidává přípona -ová. To se týká jak případů českých občanů přejímajících příjmení cizího původu, tak komunikace týkající se cizích občanů. I v případě překladů textů do češtiny se ze stylistického hlediska doporučuje cizí příjmení uvést spíše v přechýlené podobě (kromě zvláštních případů), jelikož je to vlastní českému jazykovému systému.
Islandská patronymická, příp. matronymická příjmení se v češtině běžně přechylují. Přechýlení se provádí standardní příponou -ová, která se připojí buď k celé ženské podobě patronymického příjmení (Garðarsdóttirová), nebo k jeho mužské podobě, je-li známa jenom tato (Garðarssonová, příp. Garðarová). Je také možno naznačit ženský rod nositelky příjmení pomocnými slovy (např. paní Garðarsdóttir), zvlášť je-li text určen čtenářům, u nichž se předpokládá znalost germánských jazyků. Ti přechylování islandských jmen někdy odmítají.
Původní nesklonná a nepřechýlená podoba příjmení je často respektována zejména u velmi známých osobností, u nichž je součástí úzu či má roli ustálené „obchodní značky“ a kvůli jedinečnosti a známosti nositelky obvykle nehrozí nedorozumění: Marilyn Monroe (nesklonné). Někdy se nepřechylují ani orientální jména, která by byla v přechýlené podobě obtížně vyslovitelná (Lucy Liu). Vedle sebe přitom mohou být užívány přechýlená i nepřechýlená varianta.

### Trend nepřechylování
Používání ženských příjmení v nepřechýleném tvaru bylo v češtině běžné zejména kvůli kontaktu s německojazyčným prostředím, tedy jak administrativním a společenským vlivem habsburské monarchie, tak staletou přítomností německé menšiny v českých zemích a bilingvností značné části obyvatelstva i úředních procesů. Každý z jazyků přitom s příjmeními zacházel podle svých pravidel a ta se v řadě případů prolínala. Trend důsledného přechylování nastal zejména v rámci degermanizace po vyhnání většiny Němců. Jak uvádí Jana Valdrová: „Před válkou žilo u nás vedle sebe německé, židovské a české obyvatelstvo. Jedna žena se jmenovala Marie Jelinek a jiná Marie Jelínková. Žádná pravidla o přechylování neexistovala.“ V matrikách českých obcí jsou zápisy ženských jmen jako Theresia Wolker, Anna Procházka, Eva Vykopal. Plošné přechylování podle Valdrové začalo až po druhé světové válce a hlavním iniciátorem byl podle ní jazykovědec František Oberpfalcer, který se po válce nechal přejmenovat na Jílka.
Trend nepřechylovat příjmení zesílil po roce 2000 zejména v kosmopolitních vrstvách obyvatelstva, tedy mezi Češkami, které si vzaly za manžely cizince nebo jsou se zahraničím a cizími státními příslušníky v intenzivnějším kontaktu. Jako důvody uvádějí ženy například, že někteří cizinci „nechápou, že Svoboda a Svobodová jsou manželé, považují to za dvě rozdílná jména“ nebo že je v zahraničí kvůli příponě mnohdy považují za Rusky nebo jim samotným připadá příliš ruské. Někdy je uváděným důvodem, že jim prostě nepřechýlená podoba lépe zní, zdá se jim svou krátkostí praktičtější či jim připadá originální nebo to považují za důležitý projev osobní svobodné volby. Psycholožka Lenka Čadová uvedla, že běžně se ženy uchylují k těmto trendům se záměrem zviditelnění či atraktivnějšího image.
Roli sehrál feministický diskurs, který kritizuje přejímání mužských příjmení pro ženy i formy příjmení, které ženy „přivlastňují“ mužům. Jednou z čelních zastánkyní nepřechýlených příjmení je genderová lingvistka a feministka Jana Valdrová. Upozorňovala na asymetrii užívání příjmení, vyjadřující podřízenost a druhořadost ženy: „Představte si, že světu vládnou ženy. Syn Kovářky bude Pavel Kovářčin a po sňatku s Marií Borůvkou převezme příjmení Borůvčin. Přípona -in bude vyjadřovat, ke které ženě daný muž patří.“
Jazykovědec Karel Oliva v roce 2015 oponoval názoru, že příjmení s koncovkou -ová vypadá jako přivlastňovací přídavné jméno: „Kdo je alespoň trochu v jazyce vzdělaný, tak ví, že přivlastňovací koncovky vypadají jinak. Když se někdo jmenuje Novák, tak jeho kniha je Novákova kniha, nikoli Nováková kniha. Stačí mít elementární znalost o českém jazyce, abychom viděli, že to tak není.“ Karel Oliva oponuje představě, že emancipace žen spočívá v tom, že přechýlené jméno vnímají jako urážku ženskosti a svých emancipačních snah.
Řada diskusí o přechylování se rozvinula kvůli aktivitám prominentních žen, jako jsou televizní moderátorky Emma Smetana, Petra Svoboda či Tereza Robinson, politička Karolína Peake, sportovkyně Kateřina Emmons (za svobodna Kůrková), dále také Michaela Bakala, podnikatelka Ivana Tykač a další. Petra Svoboda své příjmení zdůvodňuje tím, že několik let se svým manželem pobývala v arabských zemích a oba často cestovali po zemích, kde lidé nebyli schopni porozumět souvislosti mezi příjmeními Svoboda a Svobodová. Emma Smetana má ve francouzských dokladech příjmení Smetana a v českých dokladech příjmení Smetanová, ale protože většinu života strávila v zahraničí, používá s výjimkou českých úřadů jen nepřechýlenou verzi: „Těm, které to irituje, se omlouvám, za příjmení člověk nemůže. Jsem napůl Češka, napůl Francouzka.“ Paní Henrieta Hynek nosila několik let jako slovenská občanka příjmení Hynková, a když si zažádala o změnu na nepřechýlenou podobu, protože jí vedle jejího křestního jména lépe znělo, musela se kvůli tomu přihlásit k jiné národnosti než slovenské nebo české a zvolila maďarskou. Nebrání se tomu, když ji někdo osloví jako paní Hynkovou, a je spíše pobavena tím, když ji například volají jako pana Hynka. V médiích vzbuzovala pozornost například jména náměstkyně ministra zdravotnictví Lenky Teska Arnoštové nebo náměstkyně ministryně práce Zuzany Jentschke Stöcklové.

### Gramatické problémy nepřechýlených příjmení
Nepřechýlená ženská příjmení může být komplikované správně skloňovat a začleňovat do vět. Na Ústav pro jazyk český se údajně někdy obracejí i samy čerstvě provdané ženy s nepřechýleným příjmením, které jsou bezradné, protože nevědí, jak s ním zacházet v komunikaci. Někteří lidé verzi příjmení bez přechýlení nejsou schopni či ochotni vypustit z úst nebo napsat. Nesklonná cizojazyčně znějící příjmení žen, jako jsou Kateřina Emmons, Karolína Peake, Jana Kirschner či Dara Rolins, jim přitom působí méně problémů než použití mužských tvarů českých příjmení pro ženy (paní Dvořák, Novák, Svoboda, Smetana, Bakala, Kaplický). Věta „mám jednání s Dvořák“ není v češtině stejně funkční jako „s Dvořákovou“ a nepřechýlené příjmení je v takovém případě často třeba doplňovat („s paní Dvořák“), pokud rod nevyplyne ze slovesného tvaru („Dvořák přišla“). Ústrojně a přirozeně v češtině eventuálně nepůsobí ani „správné“ používání typu „své kolegyni Petře Svoboda“. Nepřechýlené ženské příjmení tak mohou lidé přechýlit nebo použít mužské skloňování. Zvláště kuriózně působí v češtině jméno Eliška Kaplicky, psáno též Eliška Kaplický, svádějící k polemice, zda podle obvyklých zásad necitlivého zacházení s příjmeními cizinek by měla být zmiňována jako Kaplickyová, a diskusím, zda se takové příjmení má v češtině nějak skloňovat. Když se ke kauze hokejisty v roce 2015 vyjádřila sportovní psycholožka Katarína Bradáč, její jméno vyvolalo větší diskusi než samotná kauza. Tehdejší ředitel Ústavu pro jazyk český Karel Oliva k tomu řekl: „V tomto tvaru je Bradáč mužské jméno. Pokud ho nese žena, tak se to asi skloňovat nedá, protože pokud bychom k tomu přidali mužské skloňování, tak to skloňujeme nesprávně. Skloňování tu prostě nemá smysl. Za předpokladu, že je to české jméno, tak se tu stala nějaká hrubá chyba a nedá se o tom diskutovat, když už je to od začátku celé špatně.“ Ženská koncovka je podle něj tím nejpřirozenějším příznakem mluvnického ženského rodu, a pokud někdo trvá na tom, že ji tam nechce, tak ji pak musí suplovat něčím jiným – křestním jménem nebo titulem. Karel Oliva hovořil v roce 2015 o „případech, pro něž zatím neexistují pravidla“. O ženském příjmení Teska uvedl, že se neskloňuje, ale že pokud by se skloňovalo, museli bychom je skloňovat podle vzoru „žena“. Způsob používání jména může podle něj záležet i na rodinné tradici, důležité je podle Olivy také respektovat přání nositelky jména. Skloňování tohoto typu jména podle ženského tvaru by však podle něj bylo velmi na hraně, skloňování podle mužského vzoru by bylo vyloženě nesprávně. Neskloňoval by ani příjmení Smetana: „dal jsem tu knížku Smetaně“ mu připadá „trošku zvláštní“. Rovněž příjmení Elišky Kaplický podle něj je třeba pojímat tak, že je to cizí příjmení, a neskloňovat ho. „Zní to hrozně, ale noviny za to nemohou. Za to si může ta paní, která měla tento vynikající nápad.“
Když diskutující psali o Kateřině Jacques či Karolině Peake jako o Žákové a Píkové, genderová lingvistka Jana Valdrová z toho vyvodila, že tím chtěli tyto političky urážet.
Argumentem pro přechylování bývá, že v češtině nelze snadno skloňovat ani jinak uplatňovat nepřechýlená příjmení podle ženských vzorů a použití vzorů mužských není možné. Obvykle se přechylují i příjmení cizí, protože potřeba je skloňovat je aktuální i u nich. Bez přechylování by se jazyk nevyhnul nepřirozeným větám jako Williams porazila Schneider, ve které nelze rozeznat podmět od předmětu. V češtině u většiny typů příjmení platí, že ze jména lze okamžitě rozpoznat pohlaví jeho nositele, což bez přechylování často nelze zajistit. Opisem lze ovšem význam věty zkompletovat, ale torzovitost zůstává, např. Tenistka Williams porazila soupeřku Schneider. V případě, kdy má žena dvě příjmení, je z jazykového hlediska vhodné přechylovat obě. Pokud je přechýlené pouze druhé příjmení, např. když se modelka Kateřina Průšová jmenovala Kateřina Konvalinka Průšová, může být nepřechýlené příjmení mylně považováno za druhé křestní jméno.
Sandra Měřínský si nemyslí, že by svým jménem „prznila češtinu“, a naopak se pohoršuje nad svým kolegou, který píše „na základě dotazu paní Měřínského“, nebo nad sestřenicí, která si přechýlila manželovo italské příjmení Alagi na Alagiaová, čímž jej zprznila. Velmi aktivní propagátorkou nepřechýlených příjmení pro ženy je lingvistka, germanistka a genderová vědkyně z Jihočeské univerzity Jana Valdrová. Ta zastává názor, že „nepřechýlená příjmení nezpůsobují větší nedorozumění, a pokud ano, můžeme se na nejasnosti přeptat“. Jména jako Kateřina Konvalinka Průšová nebo Kristýna Liška Boková mohou znít žertovně, vyvolávat posměch a být zavádějící, například někdo může považovat nepřechýlené příjmení za druhé křestní jméno či za přezdívku, zatímco jméno Petra Eliáš Voláková zní méně kontroverzně. Průzkum MF Dnes v roce 2011 zjišťoval, jak lidé reagují na ženská příjmení typu Michaela Bakala. 41 procent dotázaných uvedlo, že jim takový tvar přijde směšný a je proti pravidlům češtiny, rovněž 41 % s nepřechylováním nesouhlasilo, ale zároveň mělo za to, že je každého věc, jak se jmenuje. Z průzkumu MF Dnes rovněž vyplynulo, že mezi ženami je více příznivců přechylování než mezi muži.
Jana Valdrová připomíná, že v češtině existuje řadu nesklonných křestních jmen (Dagmar, Miriam), ale i nesklonných příjmení (Martinů, Janů, Krejčů, Hrejsemnou, Osolsobě, Šerých), v případě některých jmen a příjmení je ženská varianta nesklonná (Krejčí), zatímco mužská má v různých pádech různé tvary. Některé dialekty se koncovce -ová vyhýbají tím, že ji nahrazují bezrodou a nesklonnou koncovkou -ů, -ojc, -ovic, -ých. Z toho Valdrová vyvodila, že ženská příjmení bez -ová jsou v češtině mluvnicky správná, stovky let vžitá, jejich používání nepřekážejí žádná jazyková specifika a není důvod bránit jejich registraci zákonnými ustanoveními.

### Právní regulace příjmení v České republice
Používání jmen a příjmení v běžném jazyce či v médiích není právním řádem regulováno. Zákon nereguluje praktické uplatnění nepřechýlených evidenčních (zapisovaných) příjmení žen v textech češtině, ať v psané, nebo mluvené podobě. Část žen, které si zapsaly nepřechýlené příjmení, předpokládá, nebo přímo požaduje nesklonné použití, jiné jsou v tomto neutrální a nevadí jim běžné užití přechýlených podob příjmení. Přechylování příjmení v běžném jazykovém užití zpravidla upřednostňují jazykovědci z Ústavu pro jazyk český Akademie věd.

#### Legislativa regulace evidence příjmení
Regulaci podléhá evidence příjmení při uzavření manželství do českých matrik podle § 69 a § 69a zákona č. 301/2000 Sb (verze28)., o matrikách, jménu a příjmení. Podle něj se příjmení provdaných, které mění po sňatku příjmení, tvoří na základě české mluvnice, ale na základě žádosti se bez jakýchkoliv dalších podmínek zapíše příjmení nepřechýlené. Jména potomků vzešlých z manželství se tvoří na základě dohody o příjmení manželů a dětí bez bližšího určení. Zmírnění požadavku na přechylování příjmení bylo v roce 2000 do zákona prosazeno také díky cizinkám, které si v roce 2000 stěžovaly na Českém helsinském výboru pro lidská práva.

#### Praxe právní regulace příjmení
Evidenční příjmení zapsané do matriky je v nezměněné podobě přebíráno do dalších oficiálních dokladů (včetně občanského průkazu) a rejstříků. Ve všech případech se však zapisuje pouze v základním tvaru. Žádné další zásady pro skloňování nebo používání jmen se do matrik a dokladů nezapisují a právním řádem nejsou regulovány. Podobu ani užívání jmen žen, které nejsou českými občankami, český právní řád nijak nereguluje. Je-li ženě s cizí státní příslušností vydáván českými úřady doklad, např. povolení k trvalému pobytu, jméno a příjmení se uvádějí v originální podobě bez přechýlení, pouze případně transliterované do latinky.
Specifickým problémem pak jsou jména a příjmení užívaná transsexuálními a intersexuálními osobami. Podle § 72 odst. 5 matričního zákona č. 301/2000 Sb. matriční úřad povolí na základě žádosti fyzické osoby a potvrzení poskytovatele zdravotních služeb změnu jména, popřípadě jmen, a příjmení na neutrální jméno a příjmení, byla-li zahájena léčba pro změnu pohlaví. Měřítkem uznávání rodově neutrálních příjmení však bývá jejich rodová nespecifičnost. Její posuzování souvisí s velmi úzkým pojetím rodově neutrálních příjmení. Úkolem jazykovědkyň a jazykovědců je podle Jany Valdrové přehodnotit kritéria stanovování rodové neutrálnosti příjmení ve prospěch rozšíření voleb nositelek a nositelů příjmení. Jediná úřady užívaná příručka pochází od Miloslavy Knappové, kterou Jana Valdrová hodnotí sdělením, že „provádí soudně znaleckou činnost již od dob hlubokého socialismu“. Tato příručka uznává jako obourodá příjmení:
- původem měkká přídavná jména nebo jim podobná jako Hoření, Krejčí aj.,
- jména na -ů, -ůj a -ův, vzniklá z přídavných jmen přivlastňovacích (Petrů, Pavlů aj.)
- jména na -ých, -ech a další verze tohoto zakončení.

O obourodých cizích příjmeních se i přes narůstající počet cizinek a cizinců v Česku Knappová nezmiňuje vůbec.

#### Liberalizace evidence nepřechýlených příjmení
V roce 2013 Senát odmítl návrh zákona, který měl umožnit ženám zápis jejich příjmení v mužském tvaru na základě jejich vlastního rozhodnutí ve všech případech. Návrh předložil předseda senátního klubu ODS Richard Svoboda.
V roce 2019 navrhla stejnou změnu Česká pirátská strana. Proti tomuto druhému návrhu argumentoval vicepremiér Jan Hamáček, že „přechylování příjmení je charakteristickým rysem českého mluvnického systému“.  S tímto názorem vyjádřil souhlas i jazykovědec Karel Oliva, který uvedl, že čeština přechylování celou svou gramatickou stavbou vyžaduje a také že díky němu je zněním jména jasně vymezeno pohlaví, což předchází trapným nedorozuměním při komunikačních situacích. Návrh České pirátské strany byl rovněž zamítnut.
V roce 2020 připravila zmocněnkyně vlády ČR pro lidská práva Kateřina Valachová návrh liberalizace, jak uvedla v rozhovoru pro Českou televizi.[zdroj?] Až v roce 2021 prošel Sněmovnou návrh poslankyně a vládní zmocněnkyně pro lidská práva Heleny Válkové (ANO) a poslance Ondřeje Profanta (Piráti). Podle něj si české ženy už budou moci vybrat, zda budou mít své příjmení zapsáno v matrice přechýlené, nebo nepřechýlené, bez nutnosti splnění jakýchkoli podmínek. Pro hlasovalo 91 poslanců a poslankyň, proti 33, hlasování se zdrželo 48.
Od 1. ledna 2022 není u práva zápisu v nepřechýlené podobě žádná podmínka. Stačí o zápis bez jakéhokoli zdůvodnění požádat.

## Slovenština
Slovenština přechyluje velmi podobným způsobem jako čeština, z přechylování má ale méně výjimek. Konkrétně například výslovné přání nositelky nepřechylovat její jméno bývá respektováno v češtině častěji. Třeba Kateřina Emmons je ve slovenštině často přechýleně Kateřina Emmonsová, v češtině téměř nikdy.

## Lužická srbština
V dolnolužické srbštině se přechylují příjmení různě pro vdané a neprovdané ženy. Jména vdaných žen mají nejčastěji příponu -owa, (Nowak – Nowakowa), tedy podobnou jako v češtině. Existují také ženská příjmení s příponou -ka, ta jsou tvořena převážně od mužských příjmení cizího původu (Budarka, Urbanka). Dolnolužická srbština má ještě příponu -ina/-yna, (Markula- Markulina, Nowka – Nowcyna), kterou čeština nezná.
Přechýlené příjmení neprovdaných žen se u mužských příjmení končících na souhlásku nebo na -o tvoří příponou -ojc/-jejc (Nowak – Nowakojc, Wuglaŕ – Wuglarjejc). Od mužských příjmení končících na -a se tvoří přechýlené tvary příponou -ic/-yc (Markula- Markulic, Nowka – Nowcyc). Obdobu těchto tvarů najdeme v českých nářečích (např. Mařka Novákojc nebo Mařka Novákovic).
Také v hornolužické srbštině se přechylují příjmení různě pro vdané a neprovdané ženy. Pro příponu -owa zde platí, že se používá u mužských příjmení končících na souhlásku (Rawp - Rawpowa). Mužská příjmení končící na -a, -o, -ski a -cki se přechylují příponami -ina/-yna, (Andricki - Andryccyna). Oslovení s příponou -ka (Urbanka) se považují za nespisovná.
Přechýlené příjmení neprovdaných žen se u mužských příjmení končících na souhlásku a na -ka nebo -ca tvoří příponou -ec (Kral – Kralec, Čornak – Čornakec). Od mužských příjmení končících na -a či -o se tvoří přechýlené tvary příponou -ic. (Róla – Rólic, Nedo - Nedźic).

## Polština

### Pravidla přechylování
V polštině se příjmení přechylují podobně jako v češtině, ale příjmení neprovdaných žen se přechylují odlišně. V současné době se přechylování platné pro svobodné ženy (dcery) opouští, a navíc provdané ženy často používají nepřechýlená příjmení, případně ke svému původnímu příjmení připojují nepřechýlené příjmení muže.
- Mužská příjmení, která jsou přídavnými jmény (Czarny, Farny), se přechylují jako přídavná jména změnou gramatického rodu: Czarna, Farna.
  - To platí i u nejčastějších příjmení se zakončením příponou -ski a -cki, která se přechylují také změnou rodu na -ska či -cka: Bujnicki – Bujnicka, Ciszewski – Ciszewska.

- Končí-li manželovo příjmení na souhlásku, používá se k přechýlení zpravidla přípona -owa: Kupisz – Kupiszowa, Michalak – Michalakowa.
  - Podobně se přechylují obecná podstatná jména mužského rodu, chceme-li vytvořit označení ženy řemeslníka nebo úředníka: kowal – kowalowa – žena kováře, kovářka.
  - Příjmení děvčat se v těchto případech přechyluje otcovo příjmení příponou -ówna [čteme: -uvna]: (Pawlak – Pawlakówna, Kupisz – Kupiszówna).

- Končí-li manželovo příjmení na samohlásku -a, potom se přechyluje pomocí přípony -ina: (Zaręba – Zarębina, Kulesza – Kuleszyna).
  - Tato příjmení se ale často nepřechylují (Bożena Ladra, Magdalena Krupa).
  - Dívčí příjmení se zde tvoří z otcova příjmení příponou -anka, -ianka: (Zaręba – Zarębianka, Kulesza – Kuleszanka);
  - stejně se tvoří dívčí příjmení od mužských příjmení končících na souhlásku -b: (Gołąb – Gołębianka)

- V polských nářečích se podobně jako v některých nářečích českého jazyka používá přechylovací přípona -ka: (Pawlak – Pawlaczka, Kupisz – Kupiszka, obdobně česky Kubeš – Kubeška)[30]

### Skloňování
Přechýlená příjmení se také, obdobně jako česká, skloňují jako běžná přídavná jména ženského rodu.
Nepřechýlená příjmení se neskloňují: Rozmawiałem z panią Beatą Tyszkiewicz – Hovořil jsem s paní Beatou Tyszkiewiczovou.
V polštině se často setkáme s ženskými příjmeními složenými ze dvou příjmení. Pokud je některé z nich nepřechýlené, např. Janina Pawluk-Nowakowa, Mirosława Nowak-Dziemianowicz, pak při skloňování složeného příjmení zůstává nesklonné: z Janiną Pawluk-Nowakową, z panią Mirosławą Nowak-Dziemianowicz.
Rovněž některá podstatná jména profesí mužského rodu cizího původu, např. dyrektor, reżyser, profesor, doktor, minister, premier, prezes nebo  prokurator, se v polštině nepřechylují a většinou se předřazuje obecný titul „pani“, ukazující rod celého sousloví („nepřímé přechýlení“), takže bude např. Rozhovor s profesorkou Nowakovou-Dziemianowiczovou správně polsky Wywiad z panią profesor Nowak-Dziemianowicz.

## Litevština
V litevštině se přechylují příjmení různě pro vdané ženy a svobodné dívky. Mužská příjmení končívají na -as, -is, -ius, nebo -us. Dívčí přípony jsou -aitė, -ytė, -iūtė a -utė. Přípona pro vdané ženy je -ienė.

## Lotyština
Lotyština používá pro ženy důsledně příjmení v přechýleném tvaru[zdroj?]. Charakter používaných přípon (především -a, u jmen cizího původu často -e) je čistě gramatický, tj. stačí přiklonění příjmení k ženskému vzoru skloňování (Ozoliņš – Ozoliņa). Příjmení, která jsou již v mužském tvaru zakončená na -a nebo -e, se nemění.
Podle stejných zásad se přechylují i příjmení cizinek, navíc se ale cizí vlastní jména (nejen osobní) přepisují foneticky, a to i jména z jazyků, které se zapisují latinkou (Bills Klintons – Hilarija Klintone). Česká příjmení na -ová, ruská na -ina, -ova apod. se tedy již nemění.

## Finština
V 17. až 19. století obsahovala finská příjmení žen ženskou příponu. Ta se buď prostě připojovala ke jménu, nebo nahrazovala jiné přípony jako -nen, -inen nebo -lainen. Například ze jména Karhunen se přechýlením stalo jméno Karhutar.
Možnost přechýlit příjmení ve Finsku zanikla v roce 1929, kdy byl přijat zákon o manželství. Povinnost manželky přijímat jméno manžela byla zrušena v roce 1985, kdy byl přijat nový zákon o příjmení, kterým se zároveň zrušil příslušný paragraf zákona o manželství.
Dnes jsou finská příjmení společná pro muže i ženy, obvykle oba používají mužskou variantu. Výjimečně se lze setkat i se jmény se ženskou příponou (například Kerätär), ta ale užívají i muži. Vzhledem k tomu, že gramatika finštiny nerozlišuje jmenné rody, je používání obou variant jazykově bezproblémové.

## Islandština
V islandštině se klasická příjmení v užším smyslu rodinného jména objevují velmi zřídka, nejčastěji se namísto příjmení používá patronymické, případně matronymické jméno. To se nepřechyluje. Samo o sobě informaci o příslušném rodu nositele obsahuje. Dítě přejímá křestní jméno po otci, pokud není známý po matce (např. Garðar), ke kterému se připojí -son v případě syna (Garðarsson, doslovně „Garðarův syn“) nebo -dóttir v případě dcery (Garðarsdóttir, dosl. „Garðarova dcera“). Výsledné patronymum či matronymum zůstává dítěti na celý život.